# كرة الطائرة في الألعاب الأولمبية الصيفية 2016 – مسابقة الرجال
بطولة الرجال لكرة الطائرة هي الدورة الرابعة عشر من الحدث في دورة الألعاب الاولمبية وقد بدأت في 7 أغسطس 2016 واستمرت حتى 21 أغسطس 2016 ضمن دورة الألعاب الأولمبية الصيفية 2016 المقامة في ريو دي جانيرو، البرازيل شارك فيها 144 لاعب من 12 دولة.